# Гьоко Хаджиєвський
Гьокиця «Гьоко» Хаджиєвський (мак. Ѓоко Хаџиевски; нар. 31 березня 1955, Бітола, СР Македонія) — югославський та македонський футболіст, півзахисник, по завершенні кар'єри — футбольний тренер.

## Життєпис
Виступав за команди «Тетекс» і «Пелістер», проте як гравець великих успіхів не досяг. Тренерську кар'єру розпочинав наставником молодіжного складу «Пелістера». На початку 1990-х очолював «Вардар», софійське ЦСКА і «Воєводину». У ЦСКА Гьоко вважався перспективним тренером, проте був несподівано звільнений за рішенням президента Петара Калпакачиєва. З «Вардаром» він досяг перемог у чемпіонатах Македонії 1993, 1994 і 1995 років, а також виграв Кубки Македонії 1993 і 1995 років, чим заслужив повагу в Македонії.
З 1995 по 1999 рік Хаджиєвський очолював збірну Македонії, проте був звільнений після двох невдалих відбірних турнірів, у кожному з яких Македонія зайняла 4-те місце в групах. У 2000 році Гьоко очолив японський клуб «Джубіло Івата», з яким виграв Суперкубок Японії і дійшов до фіналу Ліги чемпіонів АФК. У 2001 році він повернувся у «Вардар», де пропрацював два роки. З «Вардаром» Хаджиєвський вийшов до Ліги чемпіонів, у якій «Вардар» сенсаційно здобув перемогу над московським ЦСКА, але напередодні початку турніру подав у відставку за власним бажанням.
З 2003 по 2006 роки Гьоко працював у Греції з клубами «Касторія» і «Докса Драма», у 2006—2007 роках тренував болгарський «Вігрен». У 2007 році Хаджиєвський приїхав в Азербайджан, де спочатку очолив «Баку», а потім несподівано прийняв і національну збірну наприкінці відбіркового турніру Євро-2008 після відставки Шахіна Дінієва. Під його керівництвом азербайджанці програли обидва матчі, які залишилися у відборі. Збирався готувати збірну Азербайджану до відбіркового турніру УЄФА чемпіонату світу 2010 року, розраховуючи вивести команду на третє місце, проте у 2008 році поступився місцем Берті Фогтсу.
У 2009 році Гьоко залишив «Баку» і перейшов до кіпрського «Атромітоса» (у тому ж році Хаджиєвський став найкращим тренером Азербайджану). З 2010 по 2011 роки тренував азербайджанський «Сімург», а в 2011 році виїхав до Саудівської Аравії, де тренував «Наджран», «Ат-Таавун» та «Аль-Кадісія».
У грудні 2014 року знову став головним тренером ФК «Пелістера», проте в травні 2015 року, після вильоту команди з Першої ліги Македонії, Хаджиєвський був звільнений з займаної посади. Після цього виїхав до ОАЕ, де тренував клуби «Хатта Клуб» та «Аль-Зафра». З 2018 по 2019 рік працював головним тренером македонського клубу «Беласиця».

## Досягнення
- / Македонська футбольна Перша ліга
  -  Чемпіон (5): 1993, 1994, 1995, 2002, 2003

- Друга ліга Югославії
  -  Срібний призер (1): 1991

- Кубок Македонії
  -  Володар (2): 1993, 1995

- Кубок СР Македонії
  -  Володар (1): 1992

- Суперкубок Японії
  -  Володар (1): 2000

- Прем'єр-ліга Азербайджану
  -  Чемпіон (1): 2009

## Статистика тренера
| Команда                | Нац.               | З            | По          | Досягнення | Досягнення | Досягнення | Досягнення | Досягнення | Досягнення |
| Команда                | Нац.               | З            | По          | Іг         | В          | Н          | П          | % перемог  |            |
| ---------------------- | ------------------ | ------------ | ----------- | ---------- | ---------- | ---------- | ---------- | ---------- | ---------- |
| «Пелістер» (мол.)      |                    | 1988         | 1990        | 15         | 9          | 4          | 2          | 60,00      |            |
| «Вардар»               | Північна Македонія | 1991         | 1993        | 40         | 33         | 7          | 0          | 82,50      |            |
| ЦСКА (Софія)           | Болгарія           | червень 1993 | січень 1994 |            |            |            |            | —          |            |
| «Вардар»               | Північна Македонія | 1994         | 1995        | 45         | 33         | 11         | 1          | 73,33      |            |
| «Воєводина»            |                    | 1995         | 1996        | 18         | 11         | 4          | 3          | 61,11      |            |
| Македонія              | Північна Македонія | 1996         | 1999        | 31         | 10         | 8          | 13         | 32,26      |            |
| «Сілекс»               | Північна Македонія | 1998         | 1999        | 28         | 17         | 7          | 4          | 60,71      |            |
| «Джубіло Івата»        | Японія             | 2000         | 2000        | 25         | 15         | 0          | 10         | 60,00      |            |
| «Вардар»               | Північна Македонія | 2001         | 2003        | 53         | 33         | 10         | 10         | 62,26      |            |
| «Касторія»             | Греція             | 2003         | 2004        |            |            |            |            | —          |            |
| «Докса Драма»          | Греція             | 2004         | 2005        |            |            |            |            | —          |            |
| «Касторія»             | Греція             | 2005         | 2006        | 15         | 5          | 6          | 4          | 33,33      |            |
| «Вігрен» (Санданський) | Болгарія           | 2006         | 2007        | 30         | 11         | 4          | 15         | 36,67      |            |
| Азербайджан            | Азербайджан        | 2007         | 2007        | 3          | 0          | 1          | 2          | 00.00      |            |
| «Баку»                 | Азербайджан        | 2007         | 2009        | 52         | 28         | 13         | 11         | 53,85      |            |
| «Атромітос»            | Кіпр               | 2009         | 2010        | 26         | 10         | 7          | 9          | 38,46      |            |
| «Сімург»               | Азербайджан        | 2010         | 2011        | 22         | 2          | 6          | 14         | 09,09      |            |
| «Наджран»              | Саудівська Аравія  | 2011         | 2012        | 26         | 7          | 9          | 10         | 26,92      |            |
| ["Ат-Таавун"           | Саудівська Аравія  | 2012         | 2013        | 15         | 3          | 4          | 8          | 20,00      |            |
| «Наджран»              | Саудівська Аравія  | 2013         | 2013        | 8          | 5          | 0          | 3          | 62,50      |            |
| «Пелістер»             | Північна Македонія | 2014         | 2015        | 14         | 3          | 2          | 9          | 21,43      |            |
| «Хатта Клуб»           | ОАЕ                | 2016         | 2017        | 27         | 6          | 6          | 15         | 22,22      |            |
| «Аль-Зафра»            | ОАЕ                | 2018         |             | 0          | 0          | 0          | 0          | —          |            |
| «Беласиця»             | Північна Македонія | 2019         | 2019        | 4          | 1          | 1          | 2          | 25,00      |            |
| Загалом                | Загалом            | Загалом      | Загалом     | 498        | 243        | 110        | 145        | 48,80      |            |